# Blaze Ya Dead Homie
Chris Rouleau, más conocido como Blaze Ya Dead Homie, es un rapero nacido en Romeo, Míchigan, EE. UU.. Su personaje se trata de un pandillero matado a finales de los 80s, y su música es una fusión de horrorcore y gangsta rap. 

## Estilo e Influencias
La lírica de Rouleau es una fusión de horrorcore y gangsta rap. Sus principales influencias son: Insane Clown Posse, Kiss, Slipknot, Black Sabbath, Immortal, Iron Maiden, Journey, 2pac, N.W.A. y Ice-T.

## Discografía
- 1 Less G N Da Hood (2001)
- Colton Grundy: The Undying (2004)
- Clockwork Gray (2007)
- GangRags (2010)

- Datos: Q2906305
- Multimedia: Blaze Ya Dead Homie / Q2906305